# Millennium - La notte del 2000
Millennium - La notte del 2000 è stato un programma di 15 ore di trasmissione e collegamenti con 60 paesi nel mondo, facente parte di una serie di speciali internazionali, realizzati da vari broadcaster nel mondo, chiamato 2000 Today originariamente della BBC. È stato mandato in onda dalle 16:00 del 31 dicembre 1999 alle 8:00 del 1º gennaio 2000 (dalle 2:00 alle 8:00 in onda in contemporanea anche su Rai 2 e Rai 3). La scenografia, per la parte clou della serata, era particolare: uno studio di Cinecittà fu trasformato in un'enorme sala dell'orologio. La sigla della trasmissione è l'omonimo brano del 1998 interpretato da Robbie Williams.

## Trasmissione
La trasmissione ha avuto un pre-inizio alle ore 10.55 nello studio 3 di Saxa Rubra ed è condotto da Bruno Pizzul che fino alle ore 11.25 ha commentato i primi capodanni nel mondo che si festeggiano in Nuova Zelanda, nelle Isole Chatman, a Kiribati, a Tonga.
Dopo il collegamento mattutino, la trasmissione è partita alle ore 16 dallo Studio di Saxa Rubra con la conduzione di Bruno Pizzul e di Monica Maggioni, e dallo studio 15 di Cinecittà, da Carlo Conti, dove ha presentato il pubblico in studio, formato da persone di etnie diverse che vivono in Italia.
Dopo le 17.00 Conti ha presentato i musicisti e i conduttori dei concerti nelle 9 piazze italiane.
Dalle ore 21.00 alle 22.30 è andato in onda il varietà C'era una volta il '900 condotto da Gigi Proietti con Valeria Marini e con ancora come sigla lo stesso brano interpretato dall'ex cantante del gruppo Take That, di cui faceva parte. Lo spettacolo ha ripercorso la storia del '900 attraverso i balli di questo secolo: dal can-can al tango, dal boogie-woogie al merengue, dal mambo al rock 'n roll.
Dopo le 22.30 è iniziata la girandola con i protagonisti delle piazze italiane:
- Torino: Massimiliano Pani, Daniela Salento e Gianna Nannini
- Napoli: Melba Ruffo e Lucio Dalla
- Roma (Piazza San Pietro): Paola Saluzzi, Stefano Ziantoni e Claudio Baglioni (unico artista ad esibirsi al Vaticano)
- Reggio Calabria: Alessandro Greco, Beatrice Bocci ed Antonello Venditti
- Bari: Jocelyn Hattab e Al Bano
- Sanremo: Rosita Celentano, Giordano Contestabile e i Pooh
- Rimini: Natasha Stefanenko e Piero Pelù
- Palermo: Anna Kanakis, Walter Santillo e Jovanotti

Prima di mezzanotte si sono alternate tutte le altre piazze italiane per arrivare al final countdown (ispiratosi anche all'omonima canzone degli Europe del 1986).
Allo scoccare della mezzanotte si è sentita la canzone Oh Happy Day.
Dopo gli auguri si è passati a Piazza San Pietro per la benedizione del papa Giovanni Paolo II.
In piazza del Quirinale il Presidente della Repubblica Carlo Azeglio Ciampi, che ha assistito al primo alzabandiera del nuovo anno in contemporanea con l'esecuzione dell'inno di Mameli, ha fatto gli auguri di buon anno agli italiani.
Dalle ore 2.00 fino alle 8.00 la trasmissione è andata in onda dallo studio di Saxa Rubra, dove Bruno Pizzul ha passato il testimone a Clarissa Burt, ed erano presenti anche Barbara Modesti per il TG1, Michele Mirabella, Vanessa Incontrada, la dj Rosaria Renna, i comici Olcese e Margiotta, Malandrino e Veronica, Enrico Brignano ed alcuni giovani "geni" italiani che racconteranno l'evoluzione dei vari campi della scienza: dalla linguistica alla medicina alternativa, dalle comunicazioni di massa all'informatica.